# Salome Clausen
Salome Clausen (* 20. Februar 1986) ist Gewinnerin der zweiten Staffel der Castingshow MusicStar des Schweizer Fernsehens.

## Leben
Clausen stammt aus dem Walliser Dorf Glis. Ab 1998 erlernte sie das Saxophonspiel und seit 1999 machte sie eine klassische Gesangsausbildung. Ende 2004 nahm sie während ihrer Lehrzeit als Coiffeuse an der schweizerischen Castingshow MusicStar teil, welche sie im Finale am 26. Februar 2005 in der Telefonabstimmung gewann. Clausens einzige Single „Gumpu“ (schriftdeutsch „springen“) erschien am 30. April 2005 und stieg auf Platz 1 der Schweizer Charts ein. Ihr erstes Album „Moji“ erschien im Mai 2005 und erreichte den zweiten Platz in den Albumcharts. Januar 2006 gab sie ihren Rücktritt aus dem Musikbusiness bekannt. Begründet wurde der Schritt damit, dass ihr Privatleben zu kurz gekommen und sie keine Vollblutmusikerin sei. Sie hätte nie erwartet, bei MusicStar zu gewinnen. Sie arbeitete zunächst als Coiffeuse und im 2024 im Marketing.

## Diskografie
Album
- ... Moji (2005)

Single
- Gumpu (2005)